# Kegelige Marschenschnecke
Die Kegelige Marschenschnecke (Assiminea grayana), auch nur Marschenschnecke genannt, ist eine Schneckenart aus der Familie der Assimineidae, die zu den Caenogastropoda gerechnet wird.

## Merkmale
Die rechtsgewundenen, hochkonischen, apikal zugespitzten Gehäuse sind 4 bis 6 mm (4 bis 5 mm) hoch und 2,5 bis 3 mm breit. Die letzte Windung nimmt etwa 70–75 % der Gesamthöhe ein, die Mündung etwa 40–45 % der Gesamthöhe. Der apikale Winkel beträgt 59,5 ± 5,6°. Der Höhen-Breiten-Index und damit auch der apikale Winkel ist etwas variabel. Das Gehäuse hat sechs bis sieben, nur wenig gewölbte, sehr regelmäßig zunehmende Windungen, die von einer seichten Naht voneinander abgesetzt sind und. Die Peripherie erscheint dadurch fast gerade. Die Schale ist durchscheinend und vergleichsweise sehr fest. Die matt glänzende Gehäuseoberfläche weist feine, etwas unregelmäßige Anwachsstreifen auf, die leicht geneigt sind gegenüber der Spindelachse. Vor allem auf den älteren Windungen treten, schwächere Spirallinien auf. Eine Spirallinie unter der Sutur ist meist deutlicher ausgeprägt. Die Mündung ist im Großen und Ganzen eiförmig, an der Peripherie leicht gewinkelt. Der Mündungsrand ist lediglich im Spindelbereich kallös verdickt, ansonsten kaum verdickt oder umgeschlagen. Die Gehäusefarbe reicht von gelblich-hornfarben bis bräunlich. Gelegentlich ist auf dem letzten Umgang auf der Peripherie oder etwas unterhalb der Peripherie ein nur undeutlich begrenztes rotbraunes Band vorhanden. Es ist kein Nabel vorhanden, höchstens eine leichte Grube. Der Protoconch bzw. das embryonale Gehäuse besteht aus insgesamt zwei Windungen mit einem Durchmesser von 350 μm. Auf dem Larvalgehäuse sind 12 Spirallinien vorhanden.
Die getrenntgeschlechtlichen Tiere besitzen eine breite, rüsselartige und zweilappige Schnauze. Die Seiten sind kielartig ausgezogen. Unterhalb dieser kielartigen Strukturen verlaufen mit Zilien versehene Gruben von der Mantelhöhle an den Seiten des Fußes hinab. Der Mantelrand ist einfach, ohne Manteltentakeln. Der Fuß ist schildförmig, nahezu gerade am vorderen Ende, das hintere Ende gerundet. Die Augen sitzen auf kleinen hügelartigen Strukturen am Apex der sehr kurzen Kopftentakeln. Die Kieme ist rückgebildet. Das Gehäuse kann durch ein spiraliges, dunkel gefärbtes bis fast schwarzes Operkulum verschlossen werden. Der Weichkörper ist grau mit purpurfarben streifen. Der Kopf ist viel dunkler als der Rest des Weichkörpers. Nicht pigmentiert sind die Spitzen der Tentakeln. Die Seite des Fußes sind weiß oder cremefarben. Die Sohle ist hellgrau mit helleren Punkten. Die Kieme ist reduziert und durch zwei zilienbesetze Wülste zur Atmung ersetzt; ein Wulst befindet sich an der Basis der Mantelhöhle, der zweite Wulst an der Oberseite der Mantelhöhle. Oft wird eine Luftblase in der Mantelhöhle gehalten. Dagegen blieb das Osphradium erhalten.
Die Männchen sind im Durchschnitt etwas kleiner als die Weibchen. Die Männchen besitzen einen langen Penis (0,5 × 3 mm lang, wenn erigiert), der mittig auf dem Rücken hinter den Basen der Tentakeln in der Mantelhöhle ansetzt. Bei den Weibchen sitzt die Geschlechtsöffnung auf der rechten Seite.
Die Radula hat sieben Elemente pro Halbquerreihe. Die Mittelplatte ist annähernd quadratisch mit gerundeten Vorderecken und umgebogener fünfzähniger Schneide. Der mittlere Zahn ist größer als die übrigen, alle fünf Zähne sind abgerundet. Die drei Basalzähne stehen hintereinander. Die Zwischenplatte ist rundlich, länger als breit mit einem nach vorne umgebogenen Rand. Dieser weist fünf scharfe Zähne auf. Die Platte besitzt außen einen lamellenartigen Fortsatz. Die innere Seitenplatte ist schmaler als die Zwischenplatte (und die äußere Seitenplatte). Der Rand ist stark umgebogen und trägt vier scharfe Zähne. Die äußere Seitenplatte ist verhältnismäßig sehr breit und wird zur Basis hin etwas schmaler. Am oberen Rand weist sie acht kleine, spitze Zähnchen auf. Die Radula weist etwa 58 Querreihen auf.

### Ähnliche Arten
Die Kegelige Marschenschnecke unterscheidet sich von den im selben Lebensraum vorkommenden Hydrobien durch das weniger hochkonische Gehäuse, also den geringeren Höhen-Breiten-Index.

## Geographische Verbreitung und Lebensraum
Die Kegelige Marschenschnecke kommt an der Küste von Dänemark bis Frankreich und Nordwestspanien vor sowie an der Ostküste von England. Die Vorkommen an der Westküste Irlands rühren möglicherweise von anthropogener Verschleppung her.
Der Lebensraum der Art sind Salzmarschen und Außendeichswiesen über dem mittleren Tidehochwasser.

## Lebensweise
Die Tiere leben auf Salzmarschen und Außendeichswiesen über dem mittleren Tidehochwasser, aber auch in Brackwassertümpeln in der Nähe der Küste, wo sie auf dem feuchten Schlamm herum kriechen. Sie verstecken sich gerne auch unter (vereinzelten) Steinen oder Treibholz in diesem Lebensraum. Sie tolerieren große Schwankungen des Salzgehaltes von euhalin bis Süßwasser.
Sie ernähren sich von abgestorbenen, aber auch frischem Pflanzenmaterial, wobei sie vermutlich eher darauf aufwachsende Diatomeen und andere Mikroorganismen abweiden als die Pflanzen selber. Die Kotpillen sind eiförmig mit einem Durchmesser von 450 × 90 μm. Sie enthalten Detritus und Diatomeenfrusteln.
Die Geschlechter sind getrennt. Die Paarungszeit beginnt im April. Das Männchen setzt sich bei der Paarung auf den rechten vorderen Rand des Gehäuses des Weibchens, das dabei weiter umher kriecht. Das Männchen  führt nun den Penis in die Geschlechtsöffnung des Weibchens ein und überträgt das Sperma. Das Weibchen bis zu 80 Eier pro Gelege ab. Sie gleiten einzeln die rechte Längsgrube hinab und werden auf dem Schlamm im Lebensraum der Tiere zu Gelegen zusammengefasst, z. T. unter Zuhilfenahme von Fuß und Schnauze. Die Gelege messen etwa 5 × 1 mm. Die farblosen Eier messen 150–200 × 200–250 μm. Jedes Ei ist separat in eine zweihüllige Kapsel eingeschlossen. Die innere Schicht ist völlig durchsichtig, die äußere Schicht ist dagegen weniger klar, oft faserige Elemente enthaltend, und die Außenseite ist mit Schlickpartikeln verklebt. Das Gelege wird mit einer Schicht schlickiger Kotpillen abgedeckt. Die Eier sind damit gut vor Austrocknung geschützt, und auch gut gegen Fressfeinde getarnt.
Die Embryonalentwicklung dauert bei etwa 20° vier bis fünf Tage. Danach ist die Veligerlarve schlüpfreif und bewegt sich in ihrer Hülle. Bis zu diesem Zeitpunkt hat sie bereits ein erstes knapp eine Windung umfassendes Gehäuse gebildet. Zur weiteren Entwicklung muss sie jedoch in das offene Meer kommen. Die Larven in den Gelegen müssen nun auf die nächste Überflutung der Salzmarschen warten. Geraten nun die Gelege in den Salzmarschen unter Wasser, reißt zunächst die Außenhülle auf. Die innere Hülle schwillt bis auf das 16-fache Volumen an. Dann platzt diese Hülle explosionsartig, durchbricht die Schicht aus Kotpillen und schleudert die Veligerlarve in das Wasser. Nach zwei Monaten Wartezeit unter der Kotschlickhülle waren noch alle Larven schlüpffertig. Nach 3,5 Monaten waren es immerhin noch knapp etwa 2 Drittel der Larven. Nach fünf Monaten war der Anteil der noch lebenden Larven auf 13 % gesunken, nach knapp sechs Monaten waren alle Larven tot. Allerdings ist der Zeitraum, in dem die Larven schlüpffähig bleiben auch temperaturabhängig. Bei einem im Labor bei 5° gehaltenen Gelege waren auch nach neun Monaten immer noch einige Larven schlüpffähig. Auch der Salzgehalt wirkt sich auf die Schlüpffähigkeit aus; bei über der Salzkonzentration der Nordsee (28 ‰) liegenden Salzgehalten nimmt die Schlüpffähigkeit mit zunehmendem Salzgehalt des Wassers immer weiter ab. Wie lange die Larve im freien Wasser lebt, bevor sie zum Bodenleben übergeht und die Metamorphose einleitet, ist nicht bekannt. Wachstum und Altersstruktur der Populationen sind ebenfalls nicht bekannt, vermutlich werden sie aber nur ein Jahr alt.

## Taxonomie
Das Taxon wurde 1828 von John Fleming erstmals beschrieben. Es ist die Typusart der Gattung Assiminea durch Monotypie. Der Artname ist nach J.E.G. Gray (1800–1875) Kurator für Zoologie am British Museum (Natural History) benannt. Gattung und Art sind heute allgemein anerkannt.

## Gefährdung
Die Kegelige Marschenschnecke ist in Deutschland vom Aussterben bedroht. Sie ist jedoch nach der Einschätzung der International Union for Conservation of Nature and Natural Resources (IUCN) insgesamt gesehen nicht gefährdet.

## Belege